# Lympne
Lympne (latin : Portus Lemanis) est un village anglais sur les falaises au-dessus du Romney Marsh dans le Kent.
Lympne se situe à 11 kilomètres à l'Ouest de Folkestone et à 17 à l'Est de Ashford.
Il y a les ruines d'un vieux fort saxon qui domine la Mer du Nord sur les falaises à proximité du village, le Stutfall Castle dont le nom vient de «Stout wall». Ce fort fut construit sur l'ancien emplacement d'un camp de l'Empire Romain du IVe siècle. Selon la Notitia Dignitatum Occidentis, ce camp faisait partie du litus Saxonicum et contenait un numerus turnacensium, une garnison de soldats romains venant de la ville de Tournai.

## Culture locale et patrimoine

### Personnalités liées à la commune
- Alexis Maneyrol (1891-1923), aviateur français

## Dans la culture
Le début de Les Premiers Hommes dans la Lune, roman de science-fiction de H. G. Wells publié en 1901, se passe dans cette ville.